# アレクサンダル・ビェリツァ
アレクサンダル・ビェリツァ（Aleksandar Bjelica、1994年1月7日 - ）は、セルビア・ヴルバス出身のサッカー選手。NDゴリツァ所属。ポジションはDF。

## クラブ経歴
FCユトレヒトでプロデビューし、2014-15シーズンはスパルタ・ロッテルダムにレンタル移籍したが、11月にローンが打ち切られ、同シーズン終了後にユトレヒトとの契約を解除した。
2015年1月、PECズヴォレのトライアルを受け、10日に6月30日までの契約を結んだ。
2015年7月1日、ヘルモント・スポルトにフリーで加入した。
2016年1月16日、KVメヘレンに移籍した。
2019年2月28日、コロナ・キェルツェに加入したが、出番をあまり得られず、9月2日にADOデン・ハーグにシーズン終了までレンタル移籍した。